# Somme
Die Somme ist ein ca. 245 km langer, eher träge fließender Küstenfluss in der Region Hauts-de-France im Norden Frankreichs. Sie entspringt in Fonsomme bei Saint-Quentin und mündet in einem Ästuar mit dem Namen Somme-Bucht (französisch Baie de Somme) zwischen Le Crotoy und Saint-Valery-sur-Somme in den Ärmelkanal. Auf ihrem Weg fließt sie zuerst durch das Département Aisne und dann durch das nach ihr benannte Département Somme. In ihrem Unterlauf durchquert sie den Regionalen Naturpark Baie de Somme Picardie Maritime.

## Geschichte
Der Name Somme geht auf keltische Ursprünge zurück. Die Römer nannten den Fluss Samara.

### Erster Weltkrieg
Die Somme wurde weltweit bekannt durch die Schlacht an der Somme; mit mindestens einer Million Toten und Verwundeten eine der blutigsten Schlachten des Ersten Weltkriegs.

### Zweiter Weltkrieg
Anfang Juni 1940 stellten sich die französischen Streitkräfte dem Vormarsch der Wehrmacht während des Westfeldzuges an der Weygand-Linie (südlich der Somme, des Crozat-Kanals, der Ailette und der Aisne) tiefgestaffelt entgegen. Sie hatten aber kaum noch gepanzerte Kräfte und konnten die Linie nur wenige Tage halten; danach war der Westfeldzug praktisch entschieden.
Am 22. Juni 1940 wurde der für Frankreich kapitulationsähnliche Waffenstillstand von Compiègne unterschrieben.

## Schifffahrt
Die Somme ist nach mehreren Kanalbauten (z. B. Canal Maritime d’Abbeville à Saint-Valery sowie Canal de la Somme) von der Mündung bis Saint-Simon schiffbar. Es besteht Anschluss an den Canal du Nord und den Canal de Saint-Quentin.

## Nebenflüsse
| Linke Nebenflüsse: - Sommette - Allemagne - Ingon - Avre - Selle - Saint-Landon - Airaines - Trie | Rechte Nebenflüsse: - Omignon - Cologne - Tortille - Ancre - Hallue - Nièvre - Scardon - Dien |

## Orte am Fluss

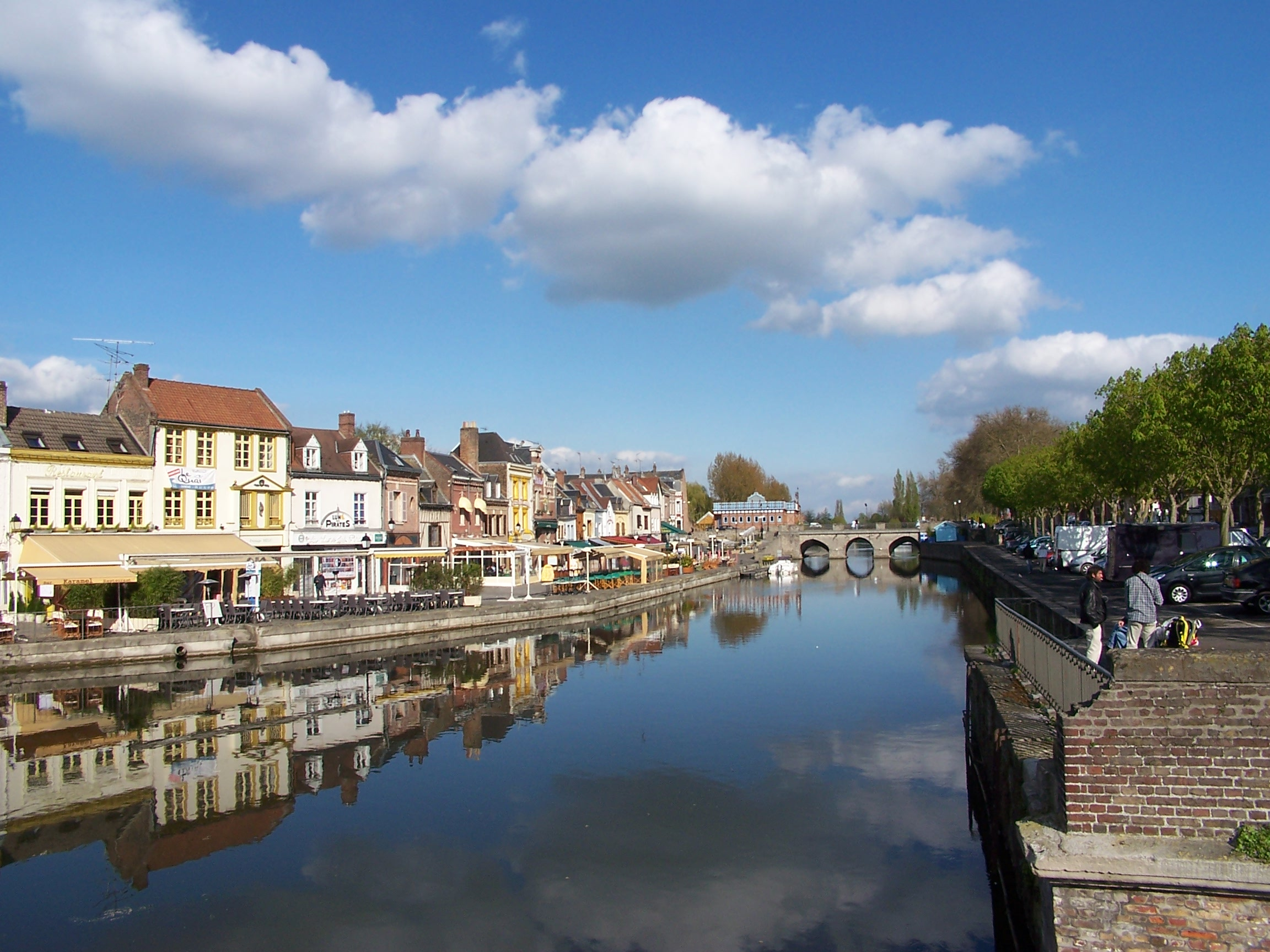
Die Somme in Amiens

- Fonsomme
- Saint-Quentin
- Saint-Simon
- Ham
- Péronne
- Corbie
- Amiens
- Abbeville
- Saint-Valery-sur-Somme